# Kim Eu-ro
Pour les articles homonymes, voir Kim.
Dans ce nom coréen, le nom de famille, Kim, précède le nom personnel.
Kim Eu-ro, né le 7 octobre 1999, est un coureur cycliste sud-coréen, membre de l'équipe LX. Il participe à des courses sur route et sur piste.

## Palmarès sur route

### Par année
- 2019
  -  Champion de Corée du Sud sur route
- 2022
  - 2e du championnat de Corée du Sud sur route
- 2023
  - 5e du championnat d'Asie sur route
- 2024
  -  Champion d'Asie sur route

### Classements mondiaux
| Année                                 | 2019 | 2020  | 2021 | 2022  | 2023 | 2024 |
| ------------------------------------- | ---- | ----- | ---- | ----- | ---- | ---- |
| Classement mondial                    | 552e | 1616e | nc   | 1307e | 632e | 305e |
| UCI Asia Tour                         | 19e  | 121e  | nc   | 97e   | 35e  | 4e   |
|                                       |      |       |      |       |      |      |
| Légende : nc = non classéSource : UCI |      |       |      |       |      |      |

## Palmarès sur piste

### Championnats d'Asie
- 2017
  -  Champion d'Asie de course aux points juniors
  -  Médaillé d'argent de la poursuite par équipes juniors
  -  Médaillé de bronze du scratch juniors
- Jincheon 2020
  -  Champion d'Asie de course aux points
  -  Champion d'Asie de l'américaine (avec Shin Don-gin)
- New Delhi 2022
  -  Médaillé d'argent de la course aux points
- Nilai 2025
  -  Médaillé d'argent de l'américaine

### Jeux asiatiques
- Hangzhou 2022
  -  Médaillé d'argent de la course à l'américaine

### Championnats nationaux
- 2020
  - 3e du championnat de Corée du Sud de poursuite par équipes
  - 3e du championnat de Corée du Sud de l'américaine
- 2022
  - 2e du championnat de Corée du Sud de l'omnium
  - 2e du championnat de Corée du Sud de l'américaine
- 2023
  - 2e du championnat de Corée du Sud de l'américaine[1]
- 2024
  - 2e du championnat de Corée du Sud de l'américaine[2]
- 2025
  - 3e du championnat de Corée du Sud de l'américaine[3]